# Zachte sciencefiction
Zachte sciencefiction of Soft SF is een subgenre van sciencefiction. Het beschrijft vaak de niet-technologische wetenschappen als antropologie, economie, politiek, psychologie en sociologie en is daarmee het tegenovergestelde van het technologische harde-sf-genre. In de zachte sf wordt veel aandacht besteed aan de samenstelling en opbouw van een beschaving of de psychologie van een personage en minder aan de techniek waarvan men zich bedient.

## Oorsprong en afbakening van het genre
De term "zachte" of "soft" sciencefiction wordt pas sinds eind jaren zeventig gebruikt, maar het genre op zich is ouder. Een bekend boek in dit genre is Duisters linkerhand uit 1969 van Ursula Le Guin. Evenals het algemene sciencefictiongenre heeft ook de zachte sf geen duidelijke afbakening. In de boekenreeks De Drakenrijders van Pern besteedt schrijfster Anne McCaffrey veel aandacht aan de culturele antropologie van de verschillende bevolkingsgroepen op de planeet Pern en over de sociologische veranderingen van deze wereld. Maar de verhalen hebben ook fantasy-, en later in de reeks harde-sf-elementen. Bij sciencefictionfilms is diezelfde overlap zichtbaar; zo is de film Blade Runner zowel bij zachte sf als cyberpunk in te delen.
Over het algemeen kan worden gezegd dat zachte sf zich minder concentreert op de natuurkundige wetten en meer op de maatschappij en bevolking, waarbij de sciencefictionachtergrond wordt gebruikt om een sociaal en/of humanistisch verhaal te vertellen. Dystopische, feministische en maatschappelijke sciencefiction hebben allemaal raakvlakken en overlap met zachte sf. Voorbeelden van gehanteerde thema's zijn:
- Een toekomstige 'kastenmaatschappij' op basis van intelligentie, zoals in Brave New World.
- Maatschappelijke acceptatie van (hard)drugsgebruik, of nou juist een tot in het extreme doorgevoerd verbod op alle verdovende middelen tot en met sigaretten en koffie.
- Een regering of een private organisatie (een conglomeraat of monopolist) beheerst de maatschappij en maakt misbruik van deze machtspositie.
- Een nieuwe seksuele revolutie: volledige acceptatie van vrije seks (homo- dan wel heteroseksueel of beide), of juist extreme preutsheid.
- Postapocalyptische fictie: de beschaving is weggevallen en de overlevers zijn vervallen tot barbarisme.
- Een volledig gewijzigd onderwijssysteem dat dan wel niet langer klassikaal is dan wel de kinderen van jongs af aan opleidt tot een bepaalde taak (bijvoorbeeld het leger, de regering, of een politieke partij). In meer dystopische sf bestaat uiteraard niet langer de vrije beroepskeuze.
- Censuur.
- Een verlicht of wellicht juist een extreem repressief strafsysteem dat de doodstraf en foltering heeft gelegaliseerd. Eventueel zijn zelfs nieuwe foltermethoden of executiemethoden uitgevonden.
- Een egalitaire maatschappij of nou juist extreme verschillen tussen arm en rijk.
- Een behandeling die de menselijke levensspanne extreem kan oprekken zodat men 200 jaar of nog ouder kan worden, en de sociale en maatschappelijke gevolgen hiervan (ethische en morele bezwaren, verveling door de lange levensduur, etc.).

## Boeken
Vanaf de jaren zestig schreef Philip K. Dick vele sciencefictionboeken, waarvan er vele verfilmd werden. Zijn verhalen hebben vaak een donkere, paranoïde ondertoon en gaan vaak over ethische, psychologische en sociale vraagstukken in een toekomstige maatschappij. Bij Dick wordt lang niet alles uitgesproken, de subtekst in zijn verhalen werkt ook vaak mee om een bepaalde sfeer op te bouwen. Zijn bekendste verhalen zijn Do Androids Dream of Electric Sheep? (Blade Runner), We Can Remember It For You Wholesale (Total Recall), Minority Report en het gedeeltelijke autobiografische A Scanner Darkly. Een andere belangrijke schrijver in het zachte-sf-genre is Ursula Le Guin: boeken als Rocannon, Duisters linkerhand en De Ontheemde behandelen uitgebreid feministische, psychologische en sociologische thema's. Noemenswaardige schrijvers zijn verder Robert Heinlein (Vreemdeling in een vreemd land), Julian May (Het Galactisch Bestel) en Orson Scott Card (Ender).

## Zachte sciencefiction in de film
Er worden al meer dan 100 jaar sciencefictionfilms gemaakt, maar in de filmindustrie is sciencefiction pas sinds de jaren zeventig een volwaardig genre, mede dankzij grote publiekstrekkers als Star Wars, Close Encounters of the Third Kind en Alien. Van de vele sciencefictionfilms valt maar een klein gedeelte in het zachte-sf-genre.
A Clockwork Orange en Soylent Green zijn goede voorbeelden van vroege sociologische (dystopische) sciencefictionfilms uit de jaren zeventig. De eerste film concentreert zich op gedragstherapie en de tweede behandelt de ethische en sociologische vraagstukken bij overbevolking. In 1982 verscheen Blade Runner, naar een verhaal van Philip K. Dick: deze film gaat vooral over de vraag of door mensen gemaakte intelligente wezens dezelfde rechten hebben als hun makers, en over hoe deze twee bevolkingsgroepen met elkaar omgaan. Terry Gilliams Twelve Monkeys is een tijdreisfilm met ethische vraagstukken en Gattaca gaat over de genetische manipulatie van mensen en de verschillen en spanningen tussen de "oude" en "nieuwe" bevolking. The Matrix verbeeldt letterlijk de strijd tussen mens en machine, en gaat verder over de perceptie van de werkelijkheid. Een andere Philip K. Dick-verfilming is Minority Report uit 2002: hierin kan men misdaden voorspellen en voorkomen voordat ze worden gepleegd: het ook heden actuele vraagstuk of in de naam van veiligheid de vrijheid mag worden ontnomen of beknot.